# Villalba de Rioja
Villalba de Rioja is een gemeente in de Spaanse provincie en regio La Rioja met een oppervlakte van 8,96 km². Villalba de Rioja telt 119 inwoners (1 januari 2016).

## Demografische ontwikkeling
Bron: INE, 1857-2011: volkstellingen